# Sounds
Sounds — британский музыкальный еженедельник, выходивший с 10 октября 1970 года по 6 апреля 1991 года.
От основных конкурентов —  New Musical Express и Melody Maker — Sounds отличался более скромным оформлением, а также ориентацией на более жёсткую музыку: сначала — на хеви-метал (особенно NWOBHM), затем на Oi! — в годы расцвета жанра, когда он практически не имел других союзников в прессе.
Sounds всегда несколько уступал в популярности NME и MM, но в чём-то время от времени опережал: именно здесь появились первые объективные статьи о панк-роке, обзоры (тогда ещё набиравшей силу) манчестерской сцены (статьи Джона Робба, The Membranes), первое интервью с Nirvana.
Еженедельник прекратил своё существование в 1991 году, когда компания
United Newspapers продала все свои издания EMAP Metro и последняя решила его закрыть. По иронии судьбы это произошло в тот момент, когда тираж Sounds в течение нескольких месяцев неуклонно возрастал.
Именно благодаря Sounds был создан «металлический» журнал Kerrang!, поначалу выходивший в качестве приложения. В числе известных музыкальных специалистов, сотрудничавших с Sounds, были Гарри Бушелл, Джон Пил, Джефф Бартон, Томми Удо, Кэролайн Кун, Джон Робб, Джон Сэвидж, Стив Ламак, Кейт Кэмерон.